# Ideoblothrus
Genre
Synonymes
- Pachychitra Chamberlin, 1938

Ideoblothrus est un genre de pseudoscorpions de la famille des Syarinidae.

## Distribution
Les espèces de ce genre se rencontrent en Amérique, en Océanie, en Afrique et en Asie du Sud.

## Liste des espèces
Selon Pseudoscorpions of the World (version 3.0) :
- Ideoblothrus amazonicus (Mahnert, 1979)
- Ideoblothrus baloghi (Mahnert, 1978)
- Ideoblothrus bipectinatus (Daday, 1897)
- Ideoblothrus brasiliensis (Mahnert, 1979)
- Ideoblothrus caecus (Mahnert, 1979)
- Ideoblothrus carinatus (Hoff, 1964)
- Ideoblothrus ceylonicus (Beier, 1973)
- Ideoblothrus colombiae Muchmore, 1982
- Ideoblothrus costaricensis (Beier, 1931)
- Ideoblothrus curazavius (Wagenaar-Hummelinck, 1948)
- Ideoblothrus descartes Harvey & Edward, 2007
- Ideoblothrus fenestratus (Beier, 1955)
- Ideoblothrus floridensis (Muchmore, 1979)
- Ideoblothrus godfreyi (Ellingsen, 1912)
- Ideoblothrus grandis (Muchmore, 1972)
- Ideoblothrus holmi (Beier, 1955)
- Ideoblothrus insularum (Hoff, 1945)
- Ideoblothrus kochalkai Muchmore, 1982
- Ideoblothrus leleupi (Beier, 1959)
- Ideoblothrus lepesmei (Vachon, 1941)
- Ideoblothrus levipalpus Mahnert, 1985
- Ideoblothrus linnaei Harvey & Leng, 2008
- Ideoblothrus maya (Chamberlin, 1938)
- Ideoblothrus mexicanus (Muchmore, 1972)
- Ideoblothrus milikapiti Harvey & Edward, 2007
- Ideoblothrus muchmorei Heurtault, 1983
- Ideoblothrus nesotymbus Harvey & Edward, 2007
- Ideoblothrus occidentalis (Beier, 1959)
- Ideoblothrus palauensis (Beier, 1957)
- Ideoblothrus papillon Harvey, 1991
- Ideoblothrus paraensis Mahnert, 1985
- Ideoblothrus pisolitus Harvey & Edward, 2007
- Ideoblothrus pugil (Beier, 1964)
- Ideoblothrus pygmaeus (Hoff, 1964)
- Ideoblothrus seychellesensis (Chamberlin, 1930)
- Ideoblothrus similis (Balzan, 1892)
- Ideoblothrus tenuis Mahnert, 1985
- Ideoblothrus truncatus (Hoff, 1964)
- Ideoblothrus vampirorum Muchmore, 1982
- Ideoblothrus westi Harvey & Edward, 2007
- Ideoblothrus woodi Harvey, 1991
- Ideoblothrus zicsii (Mahnert, 1978)

et décrites depuis :
- Ideoblothrus emigrans Mahnert, 2014
- Ideoblothrus galapagensis Mahnert, 2014
- Ideoblothrus nadineae Mau, Harvey & Harms, 2022
- Ideoblothrus safinai Mau, Harvey & Harms, 2022

## Systématique et taxinomie
Ce genre a été décrit par Balzan en 1892.
Pachychitra a été placé en synonymie par Muchmore en 1982.

## Publication originale
- Balzan, 1892 : « Voyage de M. E. Simon au Venezuela (Décembre 1887 - Avril 1888). 16e mémoire (1) Arachnides. Chernetes (Pseudoscorpiones). » Annales de la Société Entomologique de France, vol. 60, p. 497-552 (texte intégral).